# گوته (گروه موسیقی)
گوته یا گاته (به انگلیسی: Gåte) گروه موسیقی نروژی است.
آن‌ها نماینده نروژ در یوروویژن ۲۰۲۴ بودند.